# Кульшетов, Валерий Дмитриевич
Валерий Дмитриевич Кульшетов (17 октября 1952, Мари-Турек, Марийская АССР — 2 октября 2022, Йошкар-Ола) — марийский композитор, член Союза композиторов СССР (1979), лауреат Государственной молодёжной премии имени Олыка Ипая (1990), заслуженный деятель искусств Республики Марий Эл (1995), заслуженный деятель искусств России (2004).

## Биография
В 1959 году поступил в Детскую музыкальную школу им. П. И. Чайковского.
После окончания Московской консерватории Валерий Кульшетов работал преподавателем теоретических дисциплин в Йошкар-Олинском музыкальном училище (1977—1983), заведующим музыкальной частью Республиканского театра кукол (1978—1981), консультантом Союза композиторов МАССР по творческим вопросам (1983—1988), музыкальным редактором Марийского телевидения (1988—1996), руководителем студии «Мари» в Марийской филармонии им. Я. Эшпая (1997—1998), преподавателем и заведующим предметно-цикловой комиссией «Музыкальное искусство эстрады» в Колледже культуры и искусств (с 1999 года).
В 2006 году Валерий Дмитриевич Кульшетов возглавил Союз композиторов Республики Марий Эл.

## Творчество
Творчество композитора охватывает многие жанры. Это и симфонические произведения и вокально-инструментальные. Особое место в его творческом багаже занимает эстрадная песня. Ещё в 1988 году на песенном конкурсе в Йошкар-Оле Валерий Дмитриевич был удостоен 1-й премии. Однако его не удовлетворял общий уровень эстрады тех лет, близкий к самодеятельному, так как в Марий Эл ни одно учебное заведение не готовило профессиональные кадры для эстрады. Именно поэтому в 1999 году по инициативе Валерия Дмитриевича Кульшетова в Колледже культуры и искусств было открыто отделение «Музыкальное искусство эстрады».
Валерием Кульшетовым написано более 200 песен, создано около 400 аранжировок.

## Критика
Валерий Кульшетов в 2021 году заявил о том, что марийская музыкальная сфера находится в застое. По мнению композитора, необходимо работать над марийской интонацией, которая исчезает: «Всё-таки застой есть у нас. В марийской музыке необходимо сделать качественный скачок», — говорил он.